# Zweckverband Bergerlebnis Berchtesgaden
Der Zweckverband Bergerlebnis Berchtesgaden, vormals Zweckverband Tourismusregion Berchtesgaden-Königssee, davor Fremdenverkehrsverband Berchtesgadener Land, ist eine Körperschaft des öffentlichen Rechts mit Sitz in Berchtesgaden.
Zweck ist die Förderung des Tourismus in der Landkreisteilregion Berchtesgadener Land mit den Gemeinden Berchtesgaden, Bischofswiesen, Marktschellenberg, Ramsau bei Berchtesgaden und Schönau am Königssee. Neben den genannten Gemeinden können seit 2021 unter bestimmten Voraussetzungen auch der Landkreis sowie Gemeinden außerhalb der Landkreisteilregion Berchtesgadener Land Mitglied des Zweckverbandes sein. Der Zweckverband war bis zu seinem Abschied daraus einer der Gesellschafter der bis 2020 landkreisweit tätigen Marketinggesellschaft Berchtesgadener Land Tourismus GmbH und unterhält mehrere Einrichtungen und Unternehmen.

## Verbandsgeschichte

### Fremdenverkehrsverband Berchtesgadener Land

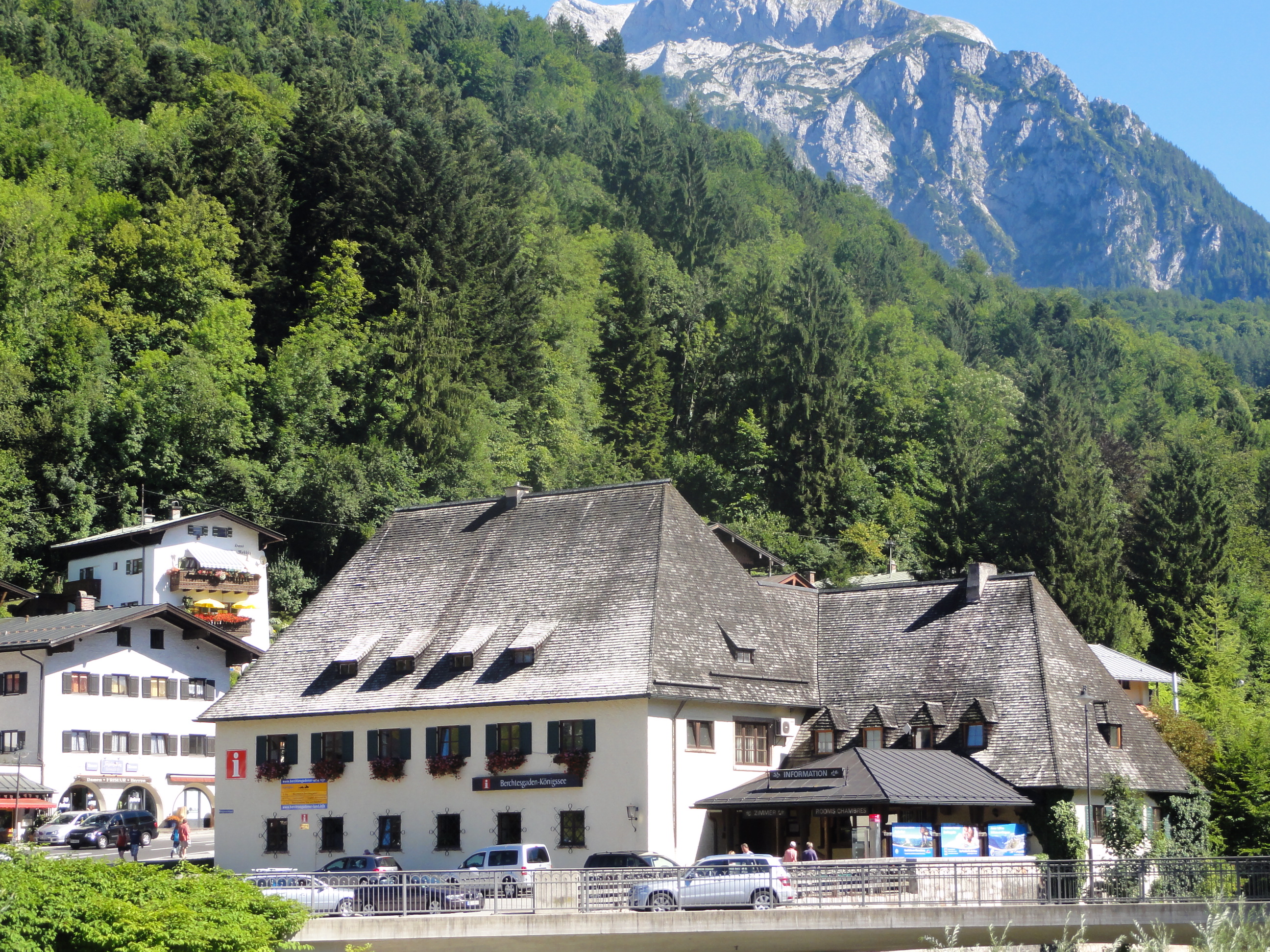
Kurdirektion Berchtesgaden, ehemaliger Verwaltungssitz des Zweckverbands

Das von der Gebirgsgruppe der Berchtesgadener Alpen umschlossene Berchtesgadener Land bildet noch heute eine kulturgeschichtlich und soziokulturell in sich geschlossene Region im Südteil des nach ihr benannten Landkreises Berchtesgadener Land. Zuvor als Fürstpropstei Berchtesgaden ein kleines eigenständiges Fürstentum, ging das Berchtesgadener Land 1810 im Königreich Bayern auf, und in Folge der Besuche des bayerischen Königshauses begann sich in der Region ein erster „Fremdenverkehr“ zu entwickeln. Dieser Tourismus sollte alsbald von heftig miteinander konkurrierenden Verschönerungs-, Verkehrs- oder Fremdenverkehrsvereinen organisiert werden – „mit oft grotesken Begleiterscheinungen“. Auf Druck des NS-Regimes wurde 1933 erstmals ein von allen Gemeinden der Region gemeinsam getragener Fremdenverkehrsverband des Berchtesgadener Landes e.V. gegründet.
Nach Ende des Zweiten Weltkrieges fasste am 28. November 1949 eine Versammlung der Gemeinderäte aller Gemeinden der Region den Entschluss, den Fremdenverkehrsverband Berchtesgadener Land mit neuer Satzung wiederzubegründen. Auf der konstituierenden Sitzung mit den Vertretern der Gemeinden Berchtesgaden, Au, Maria Gern, Salzberg, Bischofswiesen, Königssee, Schönau, Marktschellenberg, Landschellenberg, Scheffau und Ramsau wurde im März 1950 die Gründungssatzung veröffentlicht und der damalige Landrat Karl Theodor Jacob zum ersten Verbandsvorsitzenden gewählt. Geschäftsführer und Kurdirektoren des Fremdenverkehrsverbands waren später u. a. ab 1960 der Tourismusmanager Günter Stopperich und in den 1970ern der Sportfunktionär Fedor Radmann.
Im Zuge der in der Region zwischen 1972 und 1978 wirksamen Gebietsreform in Bayern gingen die elf in diesem Fremdenverkehrsverband vertretenen Gemeinden der Gründungsphase in den fünf Gemeinden Markt Berchtesgaden, Bischofswiesen, Markt Marktschellenberg, Ramsau bei Berchtesgaden und Schönau am Königssee auf und behielten bis 2004 die Bezeichnung Fremdenverkehrsverband Berchtesgadener Land bei.

### Zweckverband Tourismusregion Berchtesgaden-Königssee (TRBK)
Im Januar 2005 war der Zweckverband einer der drei Gründer der „Marketinggesellschaft Berchtesgadener Land Tourismus GmbH“, an die erstmals die Vermarktung bzw. Außenwerbung aller touristischen Angebote des seit 1972 bestehenden Landkreises Berchtesgadener Land delegiert wurde. Finanziert und kontrolliert wurde die Marketinggesellschaft von den Gesellschaftern bzw. Vertretern der beworbenen Gemeinden sowie der drei Tourismusverbände innerhalb des Landkreises Berchtesgadener Land. Im Rahmen dieser Neugründung gab sich der Fremdenverkehrsverband Berchtesgadener Land eine neue Satzung und benannte sich in den Zweckverband Tourismusregion Berchtesgaden–Königssee um. Der Zweckverband und die beiden anderen Tourismusverbände des Landkreises waren seither hauptsächlich für die Gästebetreuung und ihre touristischen Einrichtungen vor Ort zuständig.

### Zweckverband Bergerlebnis Berchtesgaden
Bereits in einer Meldung vom 4. September 2020 wurde ein „Super-GAU für den Tourismus“ apostrophiert, wonach die Marke „Berchtesgaden“ künftig nicht mehr über die Berchtesgadener Land Tourismus GmbH (BGLT) vermarktet werden soll. Jedoch auch Hannes Rasp, Bürgermeister von Schönau am Königssee und scheidender 1. Vorsitzender der TRBK, machte während einer Verbandssitzung deutlich, dass man geschlossen zum über Jahre ausgearbeiteten Markenprozess stehe, da es nicht möglich sei, dass eine Organisation wie die Berchtesgadener Land Tourismus GmbH (BGLT) zwei konkurrierende Marken wie „Berchtesgaden“ und „Bad Reichenhall“ konsequent vermarkten kann.
Mit Bartl Wimmer als neuem Vorsitzenden der TRBK wurde am 12. Februar 2021 die Umbenennung in „Zweckverband Bergerlebnis Berchtesgaden“ beschlossen und vollzogen. Die dadurch bedingte Entfernung des Begriffs „Königssee“ aus der bisherigen Zweckverbandsbezeichnung sei auch für den Hannes Rasp als Bürgermeister kein Problem gewesen, denn: „Wir haben uns von Anfang an zum Markenprozess bekannt.“ In einer weiteren Satzungsänderung ging es um die Zweckvereinbarungen mit einigen Gemeinden im nördlichen Landkreisteil, mit denen der Zweckverband weiterhin zusammenarbeiten wird. Entsprechende Beschlüsse gefasst haben bereits Anger und Piding, die Gemeinde Teisendorf wird sich dem vermutlich ebenfalls bald anschließen. Ob und, wenn ja, für wen die Marketinggesellschaft Berchtesgadener Land Tourismus hinsichtlich welcher Aufgaben weiterhin aktiv bleibt, ist derzeit noch unklar – laut Impressum der von der Marketinggesellschaft bislang für den ganzen Landkreis unterhaltenen Website berchtesgadener-land.com ist für diese Website derzeit (Stand: September 2021) die Bad Reichenhall Tourismus & Stadtmarketing GmbH (BRM) zuständig.

## Projekte, Einrichtungen und Unternehmen

### Überblick
Der Zweckverband hat bislang folgende Projekte entwickelt und umgesetzt:
- 1953: Kauf von Anteilen an der Berchtesgadener Bergbahn AG, Ausbau der Skiabfahrt am Jenner,
- 1953 bis 1956: Umbau der Bäder Aschauerweiherbad (Bischofswiesen) und Schornbad (Schönau) (inzwischen an die jeweiligen Gemeinden übergeben)
- 1956: Übernahme der Kehlsteinlinie
- 1959 bis 1963: Errichtung der Kunsteisbahn Königssee (inzwischen an den Landkreis Berchtesgadener Land übergeben)
- 1967: Übernahme des Hallenbades im Jahr 1967 (Berchtesgaden) (inzwischen durch die Watzmann Therme ersetzt)
- 1970 bis 1973: Errichtung des Kur- und Kongresshauses (Berchtesgaden); später umbenannt „AlpenCongress Berchtesgaden“,[12] seither auch Sitz des Zweckverbandes[13]
- 1979 bis 1980: finanzielle Beteiligung von 150.000 DM für die Errichtung des Freibads Marktschellenberg, ab 1981 Übertragung an den Verband  (inzwischen wieder an die Gemeinde Marktschellenberg übergeben)
- 1995 bis 1997: Errichtung des Kur- und Freizeitbades Watzmann Therme (Berchtesgaden)
- 2005: Mitgründung der Marketinggesellschaft Berchtesgadener Land Tourismus GmbH zur Tourismuswerbung für den ganzen Landkreis

Nach der Umwandlung und Umbenennung des Zweckverbands betreibt er laut seiner Website nur noch folgende vier Betriebe in Berchtesgaden:
- AlpenCongress Zentrum (vormals Kurverwaltung bzw. Kurdirektion nahe Hauptbahnhof)
- Dokumentation Obersalzberg
- Kehlsteinbetriebe
- Watzmann Therme

Die Tourist-Informationen werden zudem jetzt meist von der jeweiligen Gemeinde selbst verantwortet und unterhalten – so die Außenstellen in Bischofswiesen, Marktschellenberg, Ramsau bei Berchtesgaden, Schönau a. Königssee, Parkplatz Königssee, Anger, Piding und Teisendorf. Lediglich in der Oberau wie auch im AlpenCongress Zentrum (für ganz Berchtesgaden) werden siehe jeweiliges Impressum die Tourist-Informationen allein vom Zweckverband erstellt.

## Organisation
Höchstes Gremium des Zweckverbands ist die Verbandsversammlung. Der kleinere Verbandsausschuss bereitet dessen Sitzungen vor und behandelt Punkte geringerer Bedeutung abschließend. Die politische Spitze des Verbandes bilden der 1. Vorsitzende und zwei stellvertretende Vorsitzende.
Neben den Vorsitzenden des Zweckverbands sind (Stand: Juli 2023) 22 Mitarbeiter für die Verwaltung, 16 für das Destinationsmanagement sowie 11 im Team Tourist-Information Bergerlebnis Berchtesgaden tätig.
Er verwaltet (Stand: Januar 2016) ein Haushaltsvolumen von etwa 10 Millionen Euro.